# Кудрин, Николай Михайлович
Николай Михайлович Кудрин (19 декабря 1926, Вассино, Сибирский край — 28 августа 1997) — советский и российский композитор-песенник, заслуженный работник культуры РСФСР. Почётный житель города Новосибирска.

## Биография

Родился в селе Вассино Тогучинского района (Новосибирская область).
Ещё в детском возрасте начал играть на гармони.
В годы Великой Отечественной войны трудился в электромастерских, был учеником киномеханика в кинотеатре «Пионер», проходил курсы баянистов при доме народного творчества.
После окончания подготовительных курсов десантников, в 1944 году вступил в ряды вооружённых сил. Службу проходил на Дальнем Востоке, на теплоходе «КИМ» возил грузы по «Ленд-лизу» из Советского Союза до Портленда в качестве юнги — рулевого. Награждён орденом Отечественной войны 2 степени..
После завершения войны работал в Сибирском народном хоре.
С 1951 года — аккомпаниатор в вокальной группе концертной бригады в Новосибирской филармонии, в этот же период начинает сочинять песни.

## Песни
Николай Кудрин создал такие песни как «Перепёлка», «Деревенька моя», «Хлеб всему голова» и др. Под его песню «Русские сапожки» проходило открытие и закрытие советской торгово-промышленной выставки «Экспо-70» в Японии. Одна из последних работ композитора — опера «Гуси-лебеди», которую он сочинил для Новосибирского областного театра кукол. Песни Кудрина включены в репертуар таких коллективов как Московский академический русский народный хор имени Пятницкого, Государственный академический сибирский русский народный хор и других.

## Награды
Композитор был награждён орденом Дружбы народов, Николай Михайлович Кудрин — заслуженный работник культуры РСФСР и «Гражданин XX века Новосибирской области».

## Память
Похоронен на Заельцовском кладбище Новосибирска (квартал 103).
Именем Николая Кудрина названа одна из улиц Калининского района в Новосибирске.
На здании администрации Центрального парка Новосибирска композитору установлена мемориальная доска. В этом же парке устраивается фестиваль, которому присвоено имя композитора.
На комбинате «Новосибхлеб» была разработана рецептура хлеба, который назвали в честь композитора — «Кудринский».